# Elijah McGuire
Elijah Lamont McGuire (Houma, 1º giugno 1994) è un giocatore di football americano statunitense che milita nel ruolo di running back per i Dallas Cowboys della National Football League (NFL).

## Carriera

### New York Jets
McGuire al college giocò a football alla University of Louisiana at Lafayette dal 2013 al 2016. Fu scelto nel corso del sesto giro (188º assoluto) nel Draft NFL 2017 dai New York Jets. Debuttò come professionista subentrando nella gara del primo turno contro i Buffalo Bills senza fare registrare alcuna statistica. Nella vittoria della settimana 4 sui Jacksonville Jaguars segnò il suo primo touchdown su corsa.

### Cleveland Browns
Nel 2019 McGuire firmò con i Cleveland Browns.

## Palmarès
- Super Bowl : 1

Kansas City Chiefs: LIV
- American Football Conference Championship: 1

Kansas City Chiefs: 2019